# Kanton Saint-Cyprien
Kanton Saint-Cyprien (francouzsky Canton de Saint-Cyprien) je francouzský kanton v departementu Dordogne v regionu Akvitánie. Tvoří ho 14 obcí.

## Obce kantonu
- Allas-les-Mines
- Audrix
- Berbiguières
- Bézenac
- Castels
- Coux-et-Bigaroque
- Les Eyzies-de-Tayac-Sireuil
- Marnac
- Meyrals
- Mouzens
- Saint-Chamassy
- Saint-Cyprien
- Saint-Vincent-de-Cosse
- Tursac